# 아지바데 바바라데
아지바데 바바라데(영어: Ajibade Babalade, 1972년 3월 9일 ~ 2020년 9월 4일)는 나이지리아 출신의 축구 선수이다. K리그에서 등록명은 바바라데를 사용하였으며 수비수로 활약하였다. 그러나 명성에 비해 활약은 저조했다.

## 클럽 경력
1997년 안양 LG 치타스 (현 FC 서울)에 입단하여 1997 시즌과 1998 시즌 여름 이적 시장을 통해 이적할때까지 통산 3경기 0득점-0도움 (정규리그 2경기 0득점-0도움 / 리그컵 1경기 0득점-0도움)의 기록을 남겼다.

## 국가대표팀 경력
나이지리아 축구 국가대표팀 출신으로 기대 만큼의 활약을 보여주지 못했다.

## 사망
2020년 9월 4일에 심장마비로 사망하였다.